# Eriocaulon caaguazuense
Eriocaulon caaguazuense là một loài thực vật có hoa trong họ Cỏ dùi trống. Loài này được Ruhland mô tả khoa học đầu tiên năm 1906.